# 莫图奥内岛

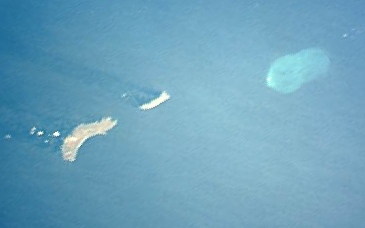

莫图奥内岛（Motu One）是南太平洋法屬波利尼西亞的岛屿，屬於馬克薩斯群島的一部分，由努库希瓦市镇管辖，位於馬克薩斯群島最北端，距離埃奧島東北30公里，距離哈圖圖島東北15公里，直徑5公里、長300米、寬100米，面積0.03平方公里，最高點海拔高度3米，島上無人居住。
7°51′S 140°23′W / 7.85°S 140.38°W